# 알렉산드라 체론
알렉산드라 체론(Alexandra Cheron, 1983년 1월 16일 ~ 2011년 5월 21일)은 미국의 배우, 모델, 텔레비전 배우, 영화배우이다.
산프란시스코데마코리스에서 태어났으며 산토도밍고에서 사망하였다. 사인은 교통사고이다.

## 영화
- 분노의 질주: 더 오리지널 (2009년)
- 레이즌 인 더 썬 (2008년)
- 애프터 섹스 (2007년)
- 데스 드라이브 (2007년)
- 더 게임 (2006년) - 레베카 역